# جزيرة نيامبلونغ
جزيرة نيامبلونغ وهي جزيرة من جزر إندونيسيا، وتقع في إقليم جاكارتا، في بولاو سيريبو ضمن شمال الجزر الألف.